# أستريا (مركبة فضائية)
أستريا (بالإنجليزية: ASTERIA) أو مرصد الثانية القوسية الفضائي لتمكين أبحاث علم الفيزياء الفلكية (بالإنكليزية: Arcsecond Space Telescope Enabling Research In Astrophysics)، وهو مرصد فضائي مصغر شُيد بقصد عرض التقنيات لتعزيز قدرات عمليات القياس الخاصة بالفيزياء الفلكية. يتكون هذا المرصد من حافلة لستة أقمار اصطناعية صغيرة نانوية من النوع كيوبسات (CubeSat). صُمم هذا المرصد باشتراك معهد ماساتشوستس للتقنية (MIT) مع مختبر الدفع النفاث (JPL) التابع لوكالة ناسا، وكان بمثابة مشروع طيران تمهيدي للموظفين المهنيين الجدد.
أُطلق أستريا يوم 14 أغسطس عام 2017 من الأرض، ووُضع في مدار أرضي منخفض من المحطة الفضاء الدولية يوم 20 نوفمبر عام 2017. استمرت مهمته الرئيسية لمدة 90 يومًا، ولكن استمر القمر الاصطناعي في العمل لمدة عامين قبل إنهاء العقد مع مشغلي المحطة الأرضية. كانت آخر محاولة اتصال ناجحة بالمرصد في يوم 5 ديسمبر عام 2019. كانت عالمة الكواكب الكندية الأمريكية من معهد ماساتشوستس للتقنية، سارة سيغر، الباحث الرئيسي لهذا المشروع.

## نظرة عامة
يتكون مرصد الثانية القوسية الفضائي لتمكين أبحاث علم الفيزياء الفلكية (أستريا) من ست وحدات لمرصد كيوبسات الفضائي، وأُطلق إلى مداره من على متن محطة الفضاء الدولية (ISS) بهدف اختبار التقنيات الجديدة لرصد الكواكب خارج المجموعة الشمسية باستخدام طريقة العبور الفلكي. حصل البرنامج على تمويله من مختبر الدفع النفاث عبر برنامج فيتون لتدريب الموظفين المهنيين الجدد. استمرت المهمة الرئيسية لمدة 90 يومًا، وبعدها مُدَّت فترة عمل المرصد حتى فُقد الاتصال بالمركبة الفضائية.
أتاحت قدرات أستريا إجراء القياس الضوئي الفلكي الدقيق لدراسة النشاط النجمي، والكواكب خارج المجموعة الشمسية العابرة أمام نجومها، بالإضافة إلى الظواهر الفلكية الأخرى. كانت الأهداف التقنية للمهمة «تحقيق أخطاء بتوجيه خط البصر على مستوى الثانية القوسية فقط، والتحكم عالي الاستقرار بدرجات حرارة المستوى البؤري للرصد الضوئي الفلكي الدقيق» لتكون طريقةً مستخدمةً في رصد الكواكب خارج المجموعة الشمسية العابرة أمام نجومها، مع وصف هذه النجوم. بُيِّن ثبات توجيه هذا المرصد على مدار عمليات رصد لمدة 20 دقيقةً. حُددت قابلية تكرار توجيه المرصد بحد أدنى يبلغ خمس عمليات رصد على مدار ثمانية أيام أو أكثر، مع عودة النجم المستهدف إلى نفس موقعه بالسماء على المستوى البؤري للمرصد عن طريق تعديل وضعية المركبة الفضائية وموقع المستوى البؤري.
يمكن أن يكون هذا المرصد بمثابة مُستطلع  لأسطول من المراصد الفضائية منخفضة التكلفة لرصد العديد من الأهداف في المرة الواحدة للتحسين من أهداف المهمات طويلة الأمد عن طريق تحديد الأجرام الجديدة لترصدها المراصد الأخرى. يمكن أن يؤدي تصغير نظام الرصد الضوئي الفلكي في صورة قمر كيوبسات الاصطناعي إلى إتاحة وجود كوكبة من المراصد المدارية المتعددة لتحقيق دراسة مستمرة لألمع النجوم الشبيهة بالشمس، وهو أمر غير متاح باستخدام المراصد الفضائية التقليدية نظرًا لتكلفتها الباهظة. ويمكن أن يكشف مرصد أو أكثر من مراصد كيوبسات، الموجهة إلى النجم المستهدف لفترة مُطولة، الكواكب خارج المجموعة الشمسية التي تعبر أمام هذا النجم لفترة طويلة. قدمت هذه المهمة أيضًا معلومات إضافيةً حول تصميم المراصد الفضائية المستقبلية.